# إكس بوكس لايف فيجن
Xbox Live Vision عبارة عن ملحق كاميرا ويب تم تطويره كملحق لوحدة تحكم ألعاب الفيديو إكس بوكس 360. تم الإعلان عنه في E3 2006 وتم إصداره في أمريكا الشمالية في 19 سبتمبر 2006 وأوروبا وآسيا في 2 أكتوبر 2006 واليابان في 2 نوفمبر 2006.
في عام 2010، نجحت شركة Kinect في إكس بوكس لايف فيجن، وهو ملحق كاميرا جديد يشتمل أيضًا على نظام تتبع الحركة وإضافة وظيفة التعرف على الصوت إلى وحدة التحكم.

## نظرة عامة
يمكن استخدام الكاميرا لإجراء محادثة فيديو وصور ألعاب مخصصة ودردشة فيديو داخل اللعبة وصور ثابتة. تتميز الكاميرا بفيديو 640 × 480 بمعدل 30 إطارًا في الثانية ويمكنها التقاط صور ثابتة بدقة 1.3 ميغابكسل. فهو يسمح بالدردشات المرئية والرسائل المصورة (يتطلب Xbox Live Gold) مع تأثيرات الفيديو إلى جانب التوافق داخل اللعبة. تسمح ألعاب معينة بتكبير رقمي بمقدار 2x أو 4x أثناء إجراء دردشة فيديو.
كما يتميز أيضًا بثلاثة تأثيرات كاميرا، حيث يتم تراكب صورة الفيديو الملتقطة حاليًا على خلفية لوحة المعلومات. الآثار الثلاثة هي «المائي»، «منفعل»، و "dotty". تستخدم الكاميرا اتصال USB 2.0 قياسي وهي أيضًا Windows (XP والإصدارات الأحدث) و Mac OS X (الإصدار v10.4.9 والإصدارات الأحدث) متوافق.
تم الإعلان عن كاميرا Xbox Live Vision في E3 2006 وتم إصدارها في أمريكا الشمالية في 19 سبتمبر 2006، بعد فترة ما قبل الإطلاق لمدة شهر واحد، حيث باعت متاجر Toys "R" Us في مدينة نيويورك و Los Angeles الضجيج. صدر في أوروبا وآسيا في 6 أكتوبر 2006، و 2 نوفمبر 2006 في اليابان.